# Universidad de Oñate
La Universidad de Oñate (en euskera: Oñatiko Unibertsitatea; en latín: Universitas Onnacensis), oficialmente Universidad del Espíritu Santo (en latín: Universitas Sancti Spiritus), fue una universidad española fundada en 1540 por bula de Paulo III. En la universidad llegó a contar con facultades de Leyes, Cánones, Artes, Medicina y Teología, hasta su clausura en 1842.
La universidad sufrió numerosos altibajos debido a motivos económicos y a la tensión entre carlistas y liberales. Fue reabierta durante la tercera guerra carlista bajo el nombre Real y Pontificia Universidad Vasco-Navarra y de nuevo entre 1895 y 1901, cuando fue definitivamente clausurada por falta de medios económicos.
Fue la primera y única universidad del País Vasco hasta la aparición de la Universidad de Deusto en 1886. En la actualidad, el edificio de la universidad alberga el Instituto Vasco de Administraciones Públicas y el Instituto Internacional de Sociología Jurídica de Oñate. Es Bien de Interés Cultural.
Se ha descubierto que en los años 1806-1807 se matriculó en ella Mª Antonia de Cortázar, la primera mujer española en matricularse en una Universidad.

## Historia
Fundada por el obispo y humanista oñatiarra Don Rodrigo Mercado de Zuazola en 1540 bajo el nombre de Universidad del Sancti Spiritus y mediante un bula del Papa Pablo III. Las especialidades que impartía eran Teología, Leyes, Cánones, Artes y Medicina. La universidad fue estrictamente católica hasta que en 1869, tras la Revolución de 1868,  albergó la Universidad libre. Más tarde pasó a manos de los carlistas, quienes fundaron la Real y Pontificia Universidad Vasco-Navarra. A finales de siglo se convirtió en la Universidad libre católica, pero la institución cerró sus puertas en 1901. El País Vasco se quedó sin universidades, vacío que condujo a la fundación en Bilbao de la Universidad de Deusto. En la actualidad, desde 1989, el edificio acoge el Instituto Internacional de Sociología Jurídica (IISJ).
En 1931 el edificio fue declarado Monumento Histórico-Artístico Nacional. Es Bien de Interés Cultural.

## Descripción

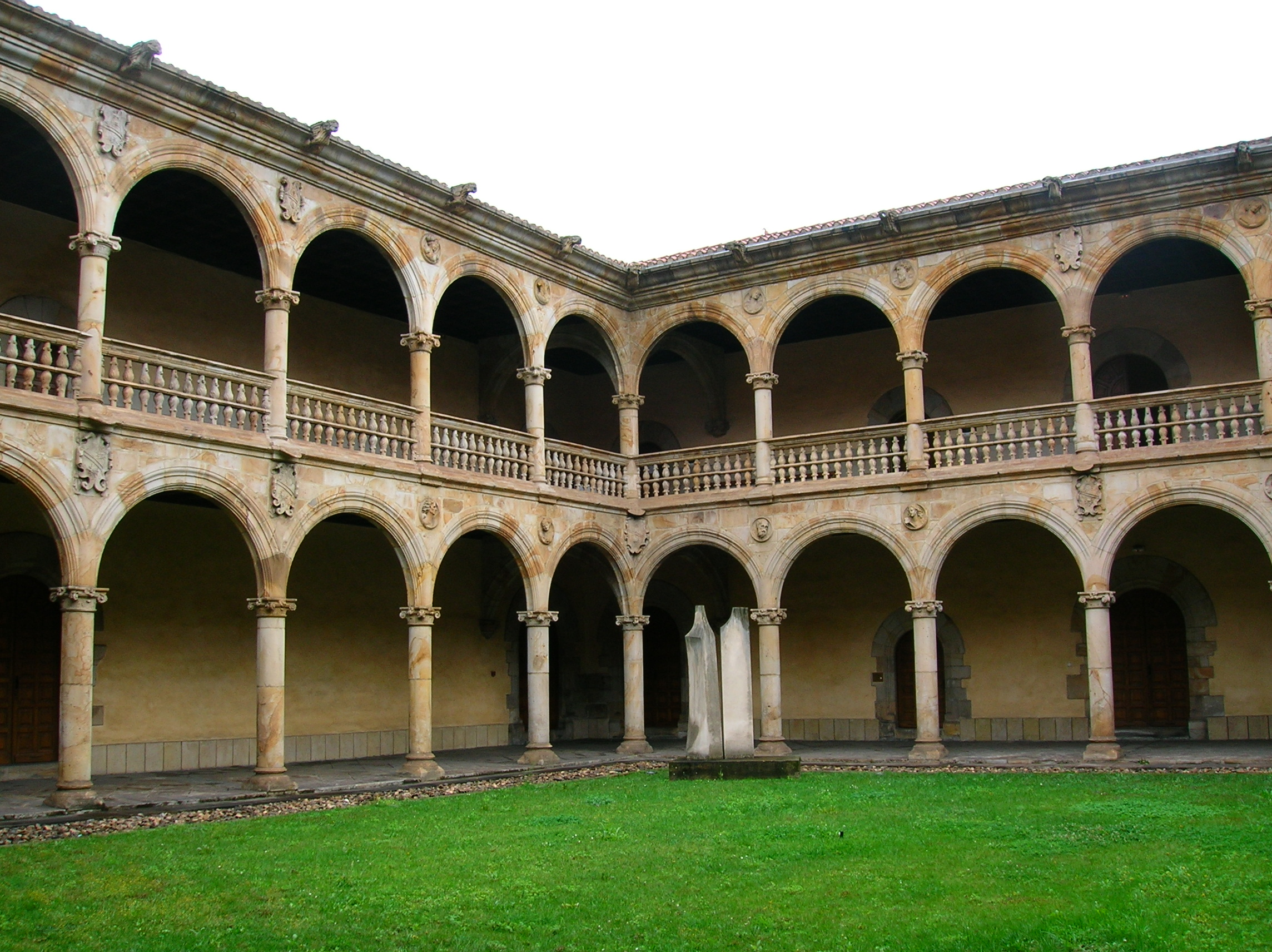
Patio de la universidad.

La Universidad Sancti Spiritus constituye uno de los edificios renacentistas más notables del País Vasco, y es un exponente del arte de transición del plateresco al manierismo purista. La construcción del edificio se inició en 1543 bajo el patronazgo del emperador Carlos I, participando en la misma el maestro cantero Domingo de la Carrera y el escultor Pierres Durand, más conocido como Pierre Picart. 

### Patio
El edificio tiene planta cuadrada articulada en torno a un magnífico patio central, el cual distribuía en su planta baja la capilla, las aulas, la cocina y el refectorio, y en su planta superior los dormitorios y el aula magna. Se trata de una construcción de doble arquería de medio punto, con sobreclaustro abalaustrado, gárgolas de tradición gótica en los aleros y enjutas decoradas con escudos y medallones que portan efigies por parejas de figuras históricas y mitológicas, sin faltar los emperadores Carlos I y su esposa Isabel de Portugal. Sobre el césped central, una escultura de Jorge Oteiza titulada La Tierra y la Luna. Son también de destacar los artesonados de inspiración mudéjar, especialmente el que cubre la escalera de acceso a la primera planta del claustro, labrados por un tallista abulense llamado Gibaja. 

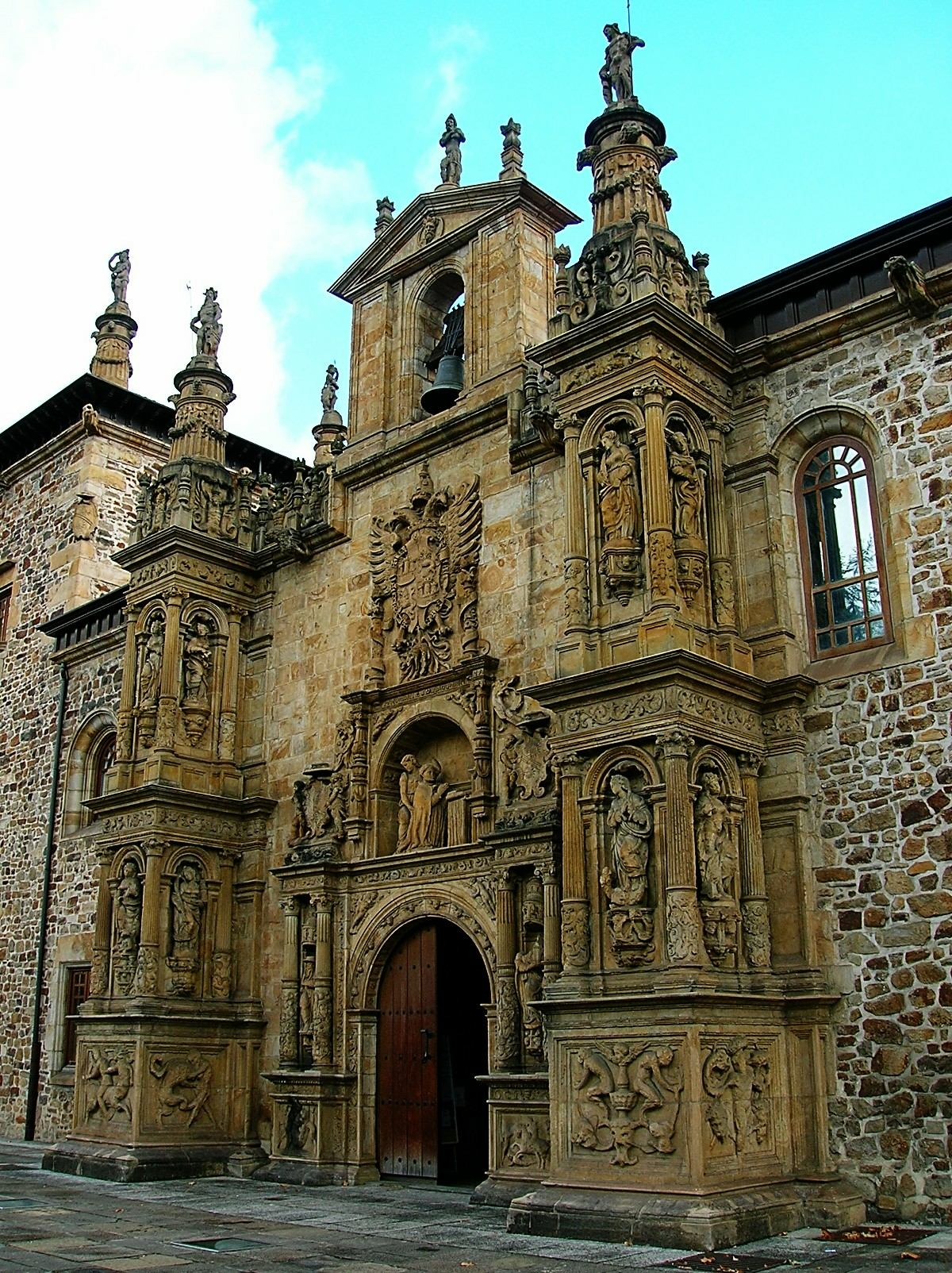
Fachada de la universidad.

### Fachada
Fue levantada por Pierre Picart en torno a 1546. Se construyó primero la portada central con la entrada principal, que tiene gran similitud con la del Convento de las Dueñas de Salamanca. A ambos lados se añadieron sendos pilastrones esculpidos con figuras de bulto, relieves y columnillas, y prolongados con torrecillas, a inspiración del Colegio de Santa Cruz de Valladolid. Otros dos pilastrones de similar traza se sitúan en los esquinales de cada torre lateral, que son un piso más altas que el cuerpo principal. Las cuatro torrecillas así como los restantes seis vértices de las aguas de los tejados de los cubos laterales son rematadas por figuras de guerreros. 
El plan iconográfico de la fachada planteaba al estudiante la necesidad de ejercitarse en valores y virtudes resultantes de la síntesis pagana y cristiana; así, mientras en las bases Hércules cumple con sus trabajos, en los cuerpos superiores se distribuyen un surtido de mártires, virtudes y santos, algunos relacionados con el estudio. Para poder ingresar en el edificio hay que pasar entre San Agustín y San Jerónimo, paradigmas de la filosofía neoplatónica y la erudición teológica, y por debajo de la imagen del propio fundador, el obispo Zuazola, en actitud orante, y del escudo de armas imperial.

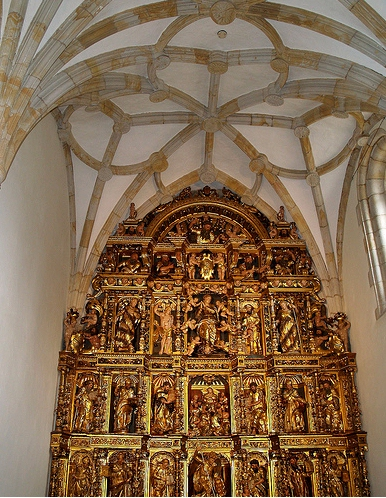
Retablo plateresco de Sancti Spiritus.

### Capilla
La Capilla de Sancti Spiritus posee un retablo plateresco de gran valor artístico. Su ejecución fue contratada en Valladolid en 1534 por el obispo de Ávila con el entallador Gaspar de Tordesillas, en tanto que de su dorado y estofado se debieron encargar al año siguiente los pintores abulenses Jerónimo Rodríguez y Cristóbal de Bustamante. Las figuras se consideran obras de Pierres Picart, autor de la fachada de la universidad. Sito bajo una bóveda de nervadura cuadrifoliada, se trata de una pieza de cuatro alturas más predela y siete entrecalles separadas por balaustres, de traza escalonada, e imágenes exentas en lugar de relieves narrativos. Los temas centrales son la Asunción de la Virgen María, los patronos de la universidad y la villa, el Espíritu Santo y San Miguel.

## Galería

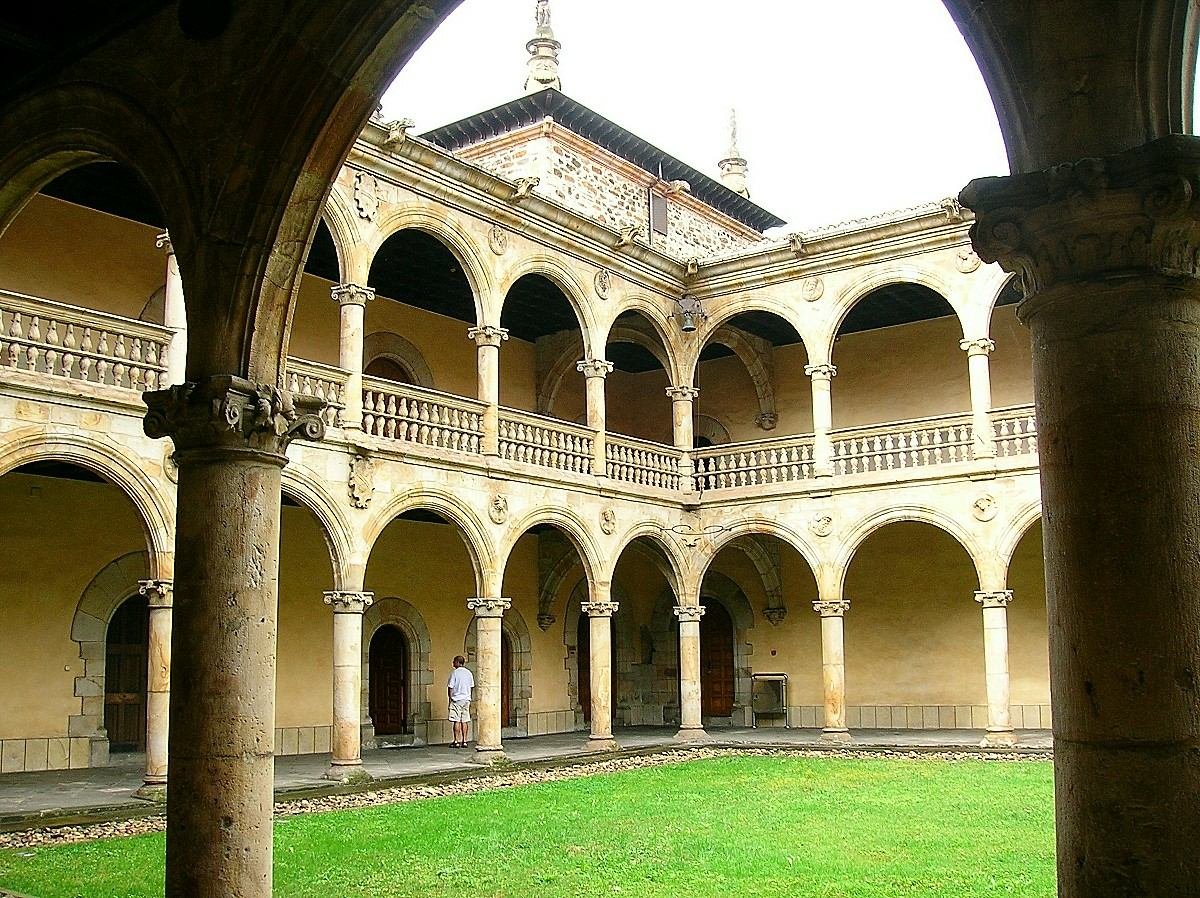
Patio
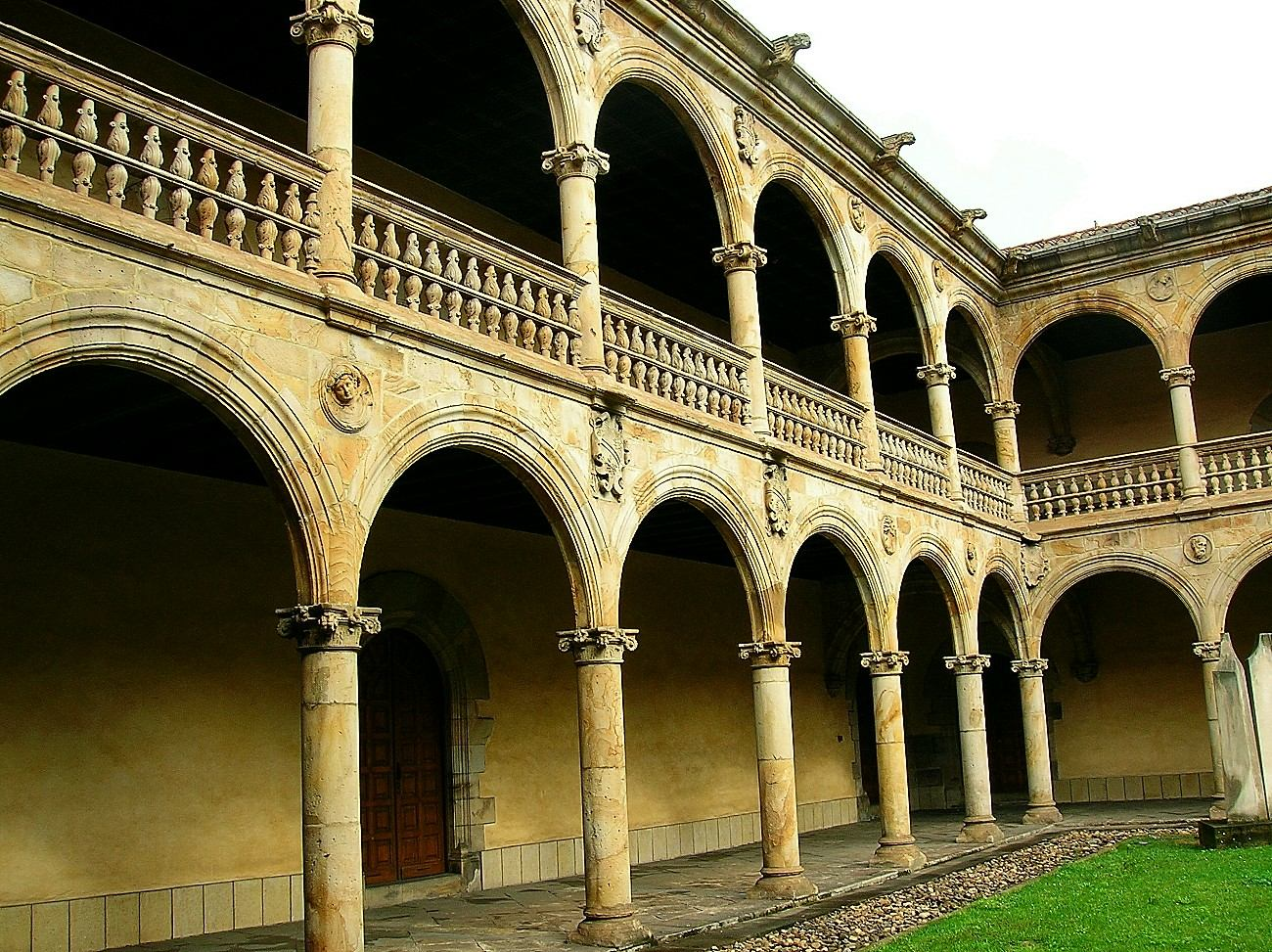
Patio
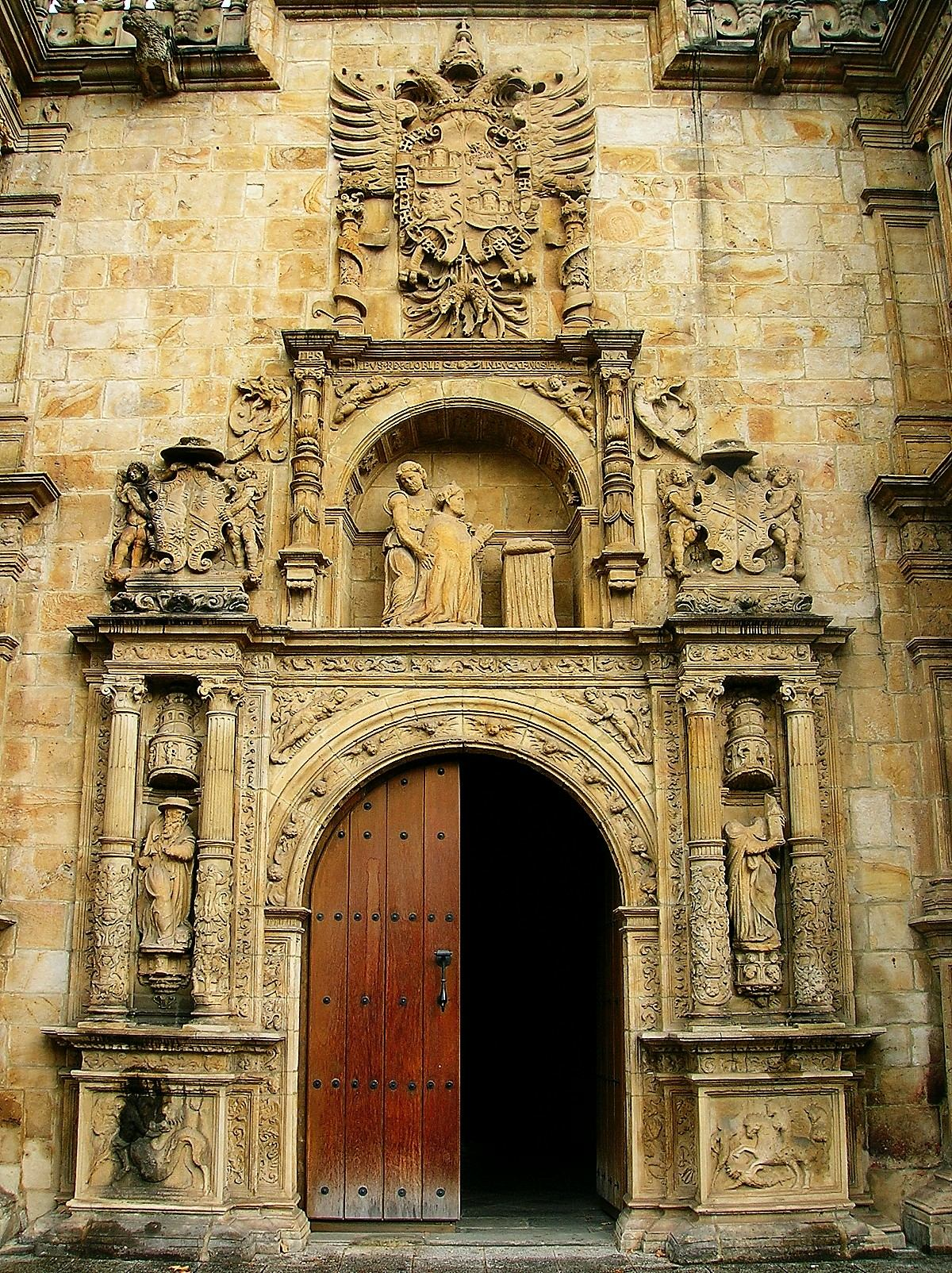
Puerta principal
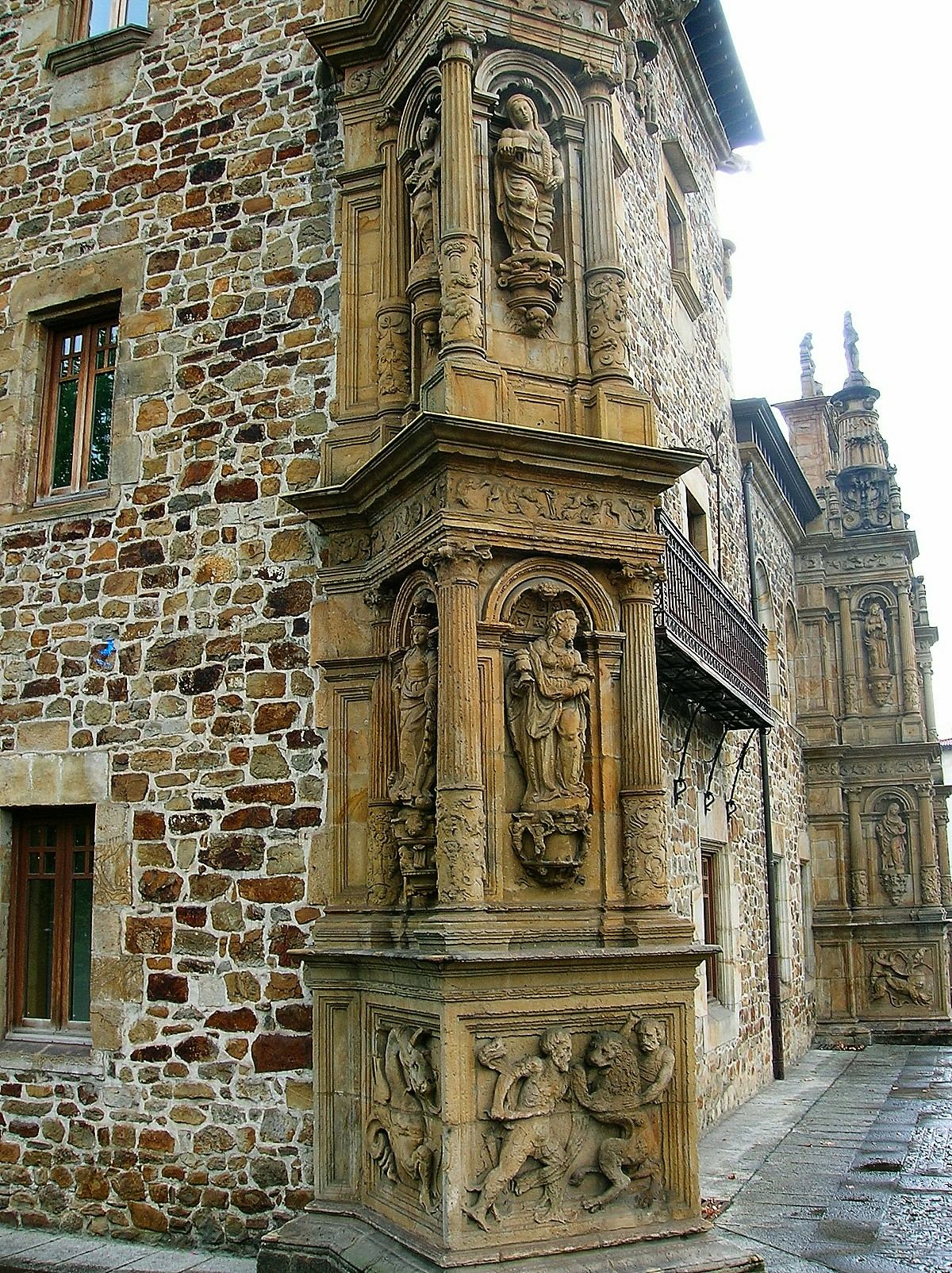
Detalle de pilastra
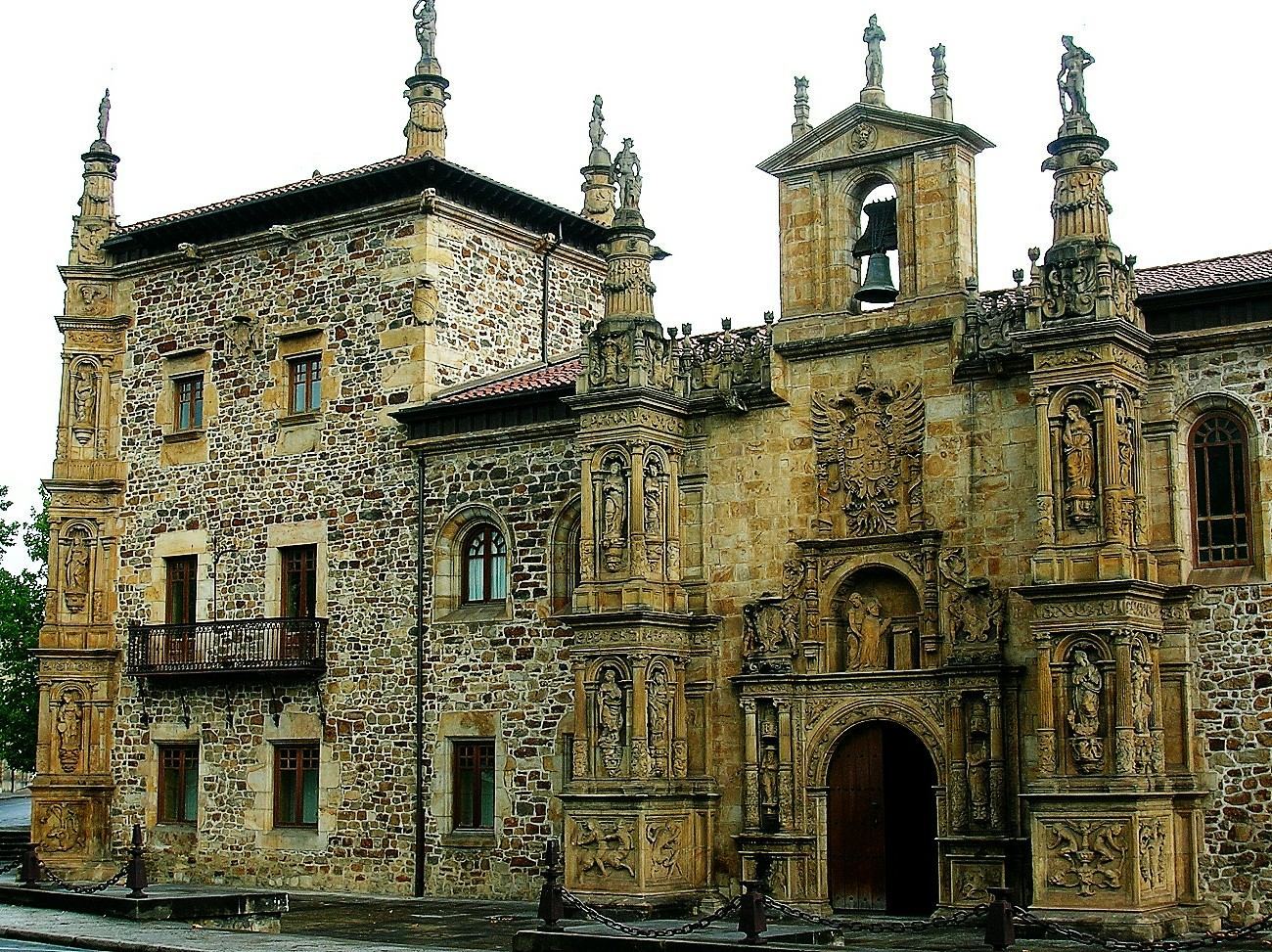
Fachada
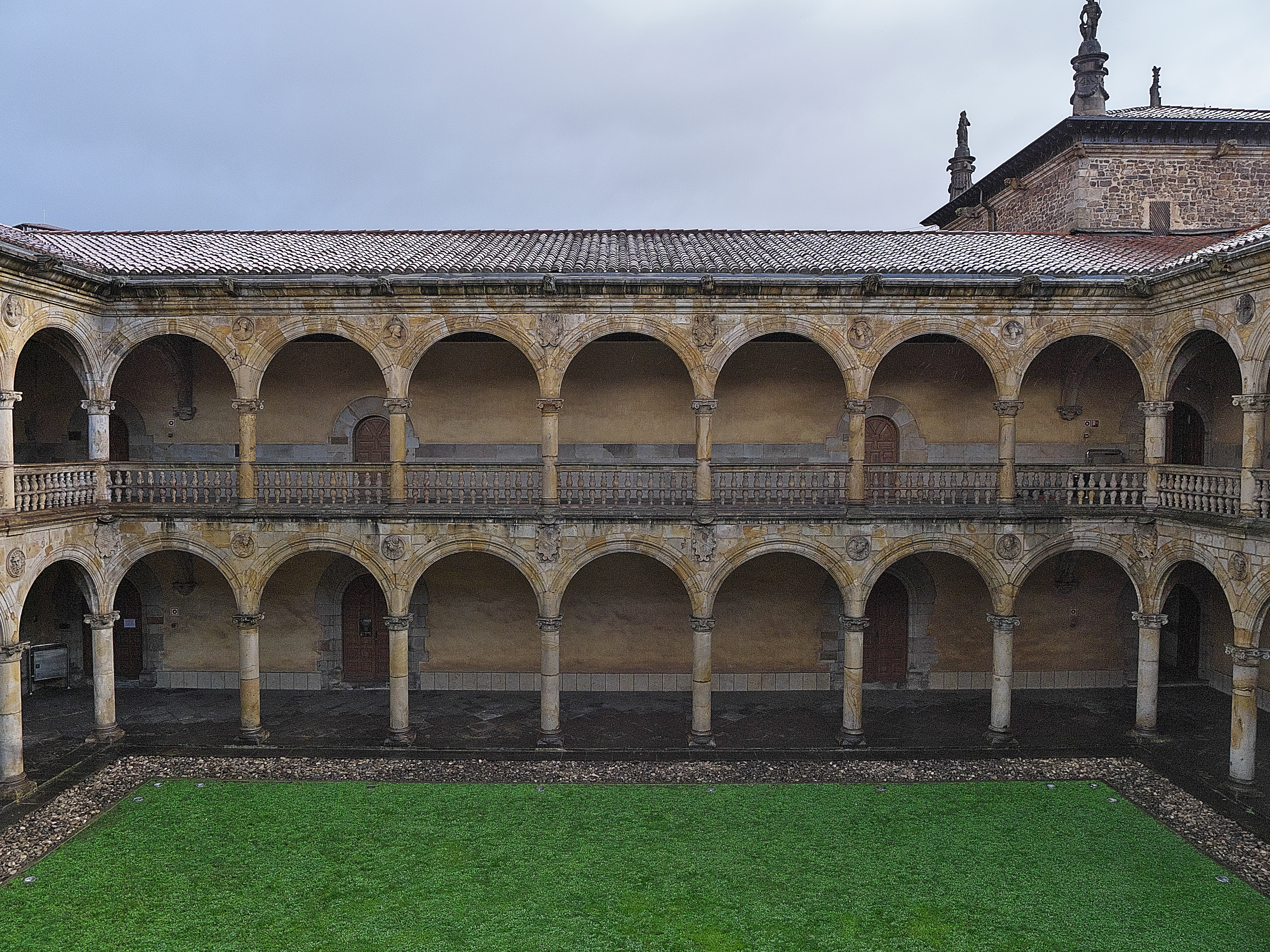
Patio